# ダウンロードマネージャ
ダウンロードマネージャ (Download Manager) は、インターネット上に存在する各種ファイルをダウンロードするためのソフトウェア。ダウンローダ (Downloader) とも呼ばれる。
インターネットからのファイルのダウンロードを管理するソフトウェアツールであり、 Webブラウザーに組み込まれるか、通常はより高度なスタンドアロンマネージャーとして組み込まれる。

## 概要
主にウェブサイト上に存在するファイルをダウンロードする際、基本的にはウェブブラウザを使用する事になるが、この場合以下のようなデメリットが生じることがある。
- 巨大なファイルのダウンロードを一時中断することができない
- 回線の切断などの要因でダウンロードが途中で止まった場合、最初からダウンロードをやり直さねばならない
- 大量のファイルをダウンロードする場合に手間がかかる

こうした場合にダウンロードマネージャが用いられる。ファイルのダウンロードに特化した設計になっているため、途中でダウンロードが止まったファイルをその途中の時点からダウンロードを再開できる。あるいは、ファイル名が連番になっているファイルを一気にダウンロードする、特定のページからリンクされているファイルを全てダウンロードするといった機能により、ダウンロードにかかる手間を軽減できる場合もある。
また、同時にダウンロードするファイルの数や転送速度の管理が可能なダウンロードマネージャでは、複数ファイルを同時にダウンロードしたり、転送速度を速めてすぐにダウンロードを終わらせる、または遅くしてサーバに負荷がかからないようにする、といった事もできる。さらに、ファイルの分割ダウンロード機能やミラーサーバからの同時ダウンロード機能も備えているものでは、特に高速回線を使用していれば巨大なファイルをより高速にダウンロード可能となる。反面、分割ダウンロードはサーバ側に大きな負担をかける場合があるため、分割ダウンロードを禁止しているサーバもある。
一般的なダウンロードマネージャは、HTTPやFTPといった通信プロトコルに対応しているが、中にはRTSPやMMSといった動画・音声ストリーミング配信プロトコルや、BitTorrentなどのP2P通信プロトコルに対応したものある。また、ストリーミングデータ専用、画像掲示板などを巡回し画像だけをダウンロードする、ウェブサイトを丸ごとダウンロードするなど、さらに特定の用途に特化したダウンロードマネージャも存在している。

## 批判
ダウンロードマネージャーは時折、ユーザーのコンピュータにマルウェアや広告を拡散するために使用されることがある。例えば、Free Download Managerのダウンロードページはハッキングされ、2020年から2022年にかけてLinuxデバイスにマルウェアを拡散するために利用されていた。他のダウンロードマネージャーは、広告を含んでいたり、アンチウイルスソフトウェアにマルウェアとして識別されたり、インストール時に不要なソフトウェアをインストールしようとすることが報告されている。

## 主なダウンロードマネージャ

### オープンソース
- wget
- cURL
- aria2
- Irvine
- KGet
- Free Download Manager（外部リンク）

### フリーウェア
- DCさくら
- Gigaget
- FlashGet
- Craving Explorer（動画用）